# Beybienkoa propebaiyerensis
Beybienkoa propebaiyerensis är en kackerlacksart som först beskrevs av Roth, L. M. 1984.  Beybienkoa propebaiyerensis ingår i släktet Beybienkoa och familjen småkackerlackor.
Artens utbredningsområde är Papua Nya Guinea. Inga underarter finns listade.